# Lake Manapouri
Der Lake Manapouri (Maori Manapōuri) ist ein durch Gletscher geformter See in der Region Southland im Süden der Südinsel von Neuseeland.

## Geographie
Der 142 km² große See befindet sich im östlichen Teil des Fiordland National Park, rund 10,5 km südwestlich von Te Anau. Mit seinen vier Armen, dem West Arm, dem North Arm, dem South Arm und dem Hope Arm sowie dem sich nach Osten erstreckenden Hauptteils des Sees und einigen Buchten, erstreckt sich das Gewässer über eine Länge von rund 29 km in Ost-West-Richtung und über eine Breite von knapp 10 km in Nord-Süd-Richtung am östlichen Ende des Sees.
Gespeist wird der Lake Manapouri neben einer Vielzahl aus den umliegenden Bergen kommenden kleineren und größeren Streams von den Flüssen Waiau River, der die Wässer aus dem rund 7,5 km entfernten Lake Te Anau zuträgt, dem Grebe River, Spey River, Oonah Burn, Awe Burn, Freeman Burn und dem Iris Burn. Seinen natürlichen Abfluss findet der See, der über ein Wassereinzugsgebiet von 1388 km² verfügt, über die Fortführung des Waiau River bei Manapouri am südöstlichen Ende des Sees in Richtung Foveaux Strait im Süden der Südinsel. Doch wird ein Großteil seines Wassers für die Stromgewinnung über das Wasserkraftwerk Manapouri am östlichen Ende des West Arm abgeleitet und nach Nutzung dem Deep Cove des Doubtful Sound/Patea zugeleitet.
Die Mittlere Höhe des Sees beträgt 177,64 m, doch bei heftigen Regenfällen kann der Pegel des Sees innerhalb von einer Woche durchaus um 80 cm ansteigen.
Von den nach offiziellen Angaben gezählten 33 Inseln des Sees, ragen die der Größe nach gelisteten und erwähnenswerten Inseln, wie Pomona Island, Rona Island, Holmwood Island, Mahara Island, Buncrana Island, Isolde Island und Belle Vue Island, hervor.
Zu erreichen ist die östliche Seite des Sees über den New Zealand State Highway 95 von Te Anau aus oder von Süden her über den New Zealand State Highway 99.

## Geologie
Der Lake Manapouri entstand nach der Schmelze eines Gletschers, der zuvor den das Bett des heutigen Sees geformt hatte und an seiner Ostseite einen Moränengürtel als Damm geschaffen hat.

## Fiordland National Park
Da der Lake Manapouri Teil des Fiordland National Parks ist, zählt er mit zum Te Wahipounamu World Heritage Area, das seit 1990 zum Weltnaturerbe der UNESCO erhoben wurde.

## Kraftwerk Manapouri

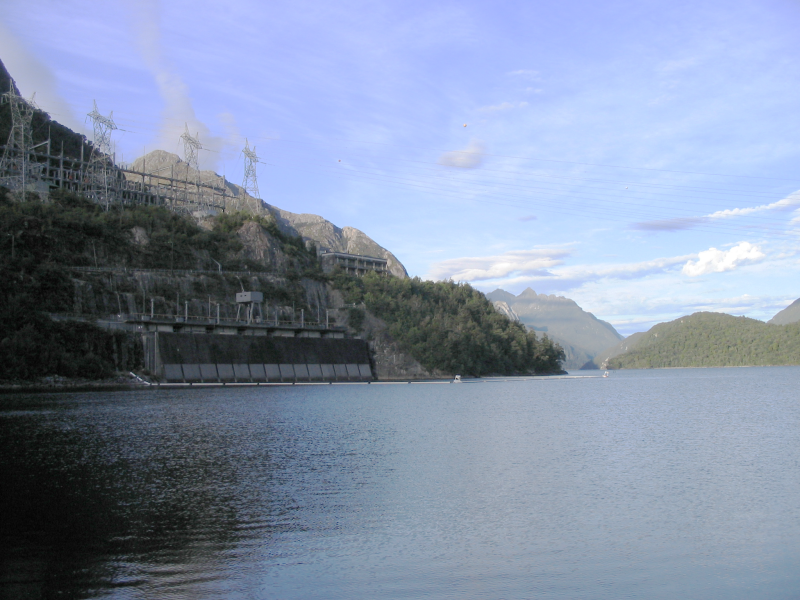
Das Manapouri-Kraftwerk am Ufer des Sees

Am westlichen Ende des West Arms befindet sich das in den Felsen gebaute Wasserkraftwerk Manapouri, das als das größte Wasserkraftwerk des Landes gilt. Es wurde in den Jahren 1964 bis 1972 errichtet und besitzt eine Stromerzeugungsleistung von 800 Megawatt.